# Flächentreue

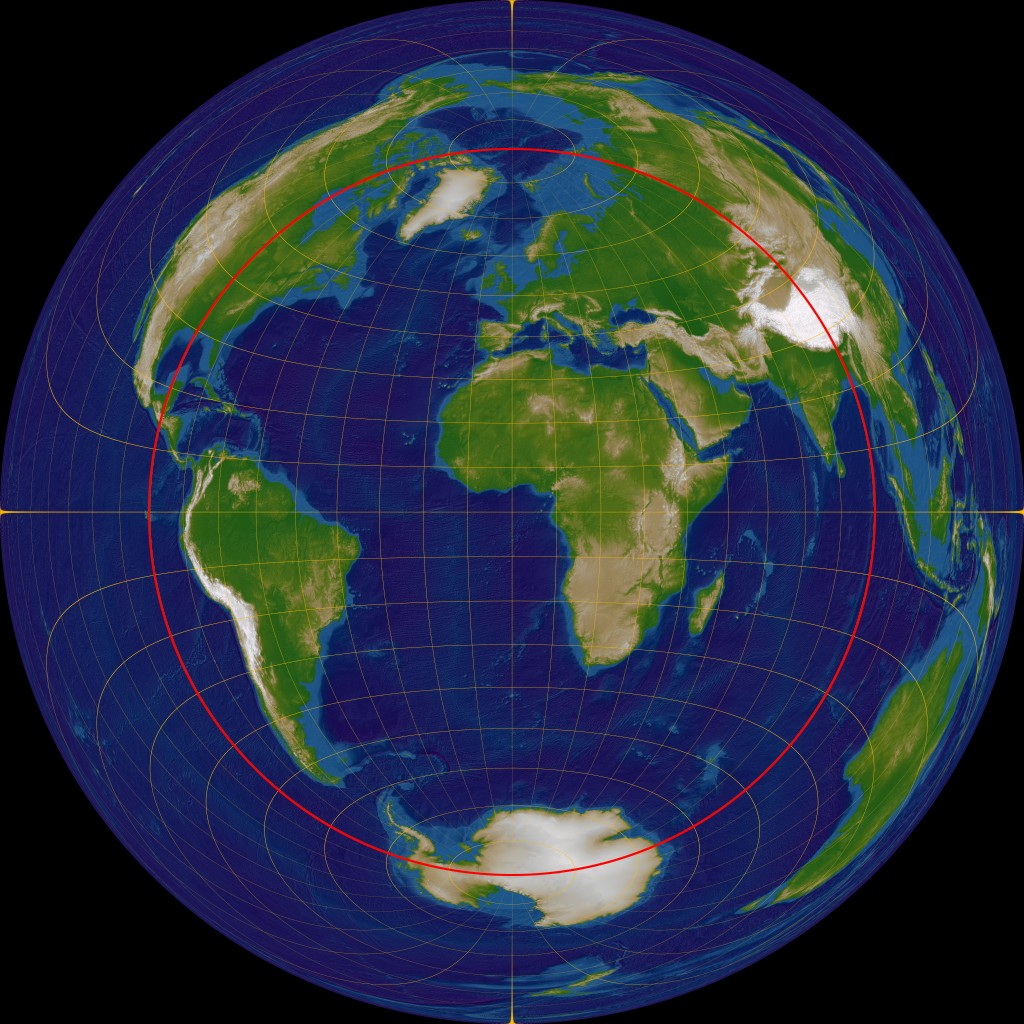
Flächentreue Azimutalprojektion

Flächentreue (Äquivalenz) ist ein Begriff aus der Kartenentwurfslehre. Ein Kartennetzentwurf wird als flächentreu (äquivalent) bezeichnet, wenn er die Größe einer Fläche (z. B. eines Landes oder Kontinents) um einen bestimmten Maßstab verkleinert wiedergibt und dieser Maßstab über die gesamte Karte der gleiche ist. Dies ist oft nur mit starken Verzerrungen, insbesondere am Kartenrand, möglich. Somit ist eine flächentreue Karte niemals winkeltreu. Ein Beispiel für eine flächentreue Projektion ist die Peters-Projektion.